# 水谷建設
水谷建設株式会社（みずたにけんせつ、MIZUTANI CONSTRUCTION CO., LTD. ）は、三重県桑名市に本社を置く総合建設会社。

## 概要
1960年（昭和35年）12月に水谷建材株式会社として設立され、1977年（昭和52年）12月に水谷建設株式会社へ社名変更した。現在国内数カ所に拠点を持つほか、グループ会社として国内に株式会社整備工場東海（本社三重県桑名市）、ブルーカーゴ株式会社（旧第一重機運輸株式会社、本社三重県桑名市）の2社と海外にシーム・ミズタニ・コンストラクション(タイ)、福建水谷建設工程服務有限公司（中国福建省）の2社を持つ。空港土木に力を持つ企業である。
尚、神奈川県茅ヶ崎市に本社を置く水谷建設株式会社とは別企業である。
2011年（平成23年）12月1日、大阪地裁に対し会社更生手続開始の申立てがなされ、12月31日に会社更生手続き開始決定がされた。
2019年（平成31年）1月15日、会社更生手続きを終結。

## 沿革
- 1933年（昭和8年）1月 - 創業。
- 1960年（昭和35年）12月 - 水谷建材株式会社を設立。
- 1964年（昭和39年）1月 - 運輸部門として第一重機運輸株式会社を設立。
- 1965年（昭和40年）1月 - 整備部門として株式会社整備工場東海を設立。
- 1976年（昭和51年）12月 - 社名を水谷建設株式会社に変更。
- 1979年（昭和54年）4月 - 東京事務所を開設。
- 1989年（平成元年）4月 - タイとの合弁会社SIAM MIZUTANI CONSTRUCTION CO.,LTDを設立。
- 1995年（平成7年）12月 - 東日本支社を設立。
- 1998年（平成10年）1月 - 福岡事務所を開設。
- 2011年（平成23年）12月 - 会社更生手続開始。
- 2019年（平成31年）1月 - 会社更生手続終結。
- 2021年（令和3年）6月 - 大阪営業所を開設。